# NGC 4058
NGC 4058 est une galaxie lenticulaire située dans la constellation de la Vierge. NGC 4058 a été découverte par l'astronome américain George Mary Searle en 1868.

## Caractéristiques
Sa vitesse par rapport au fond diffus cosmologique est de 6 155 ± 33 km/s, ce qui correspond à une distance de Hubble de 90,8 ± 6,4 Mpc (∼296 millions d'al). 

## Groupe de NGC 4073
Selon Abraham Mahtessian, NGC 4058 fait partie d'un trio de galaxies, le groupe de NGC 4073, la galaxie la plus brillante du trio. L'autre galaxie du trio est UGC 6854 notée 1150+0201 dans l'article de Mahtessian, une abréviation pour CGCG 1150.2+0201.